# Pouteria amazonica
Pouteria amazonica là một loài thực vật có hoa trong họ Hồng xiêm. Loài này được Radlk. miêu tả khoa học đầu tiên năm 1882.